# دينهام جولي
دينهام جولي هو محرر وشخصية أعمال كندي، ولد في 1935 في Negril ‏ في جامايكا.